# Molkin
Molkin (ros. Молькин) – chutor w Rosji, w Kraju Krasnodarskim, w okręgu miejskim Goriaczego Klucza. W 2010 liczył 3303 mieszkańców.